# Леле (венгерский вождь)

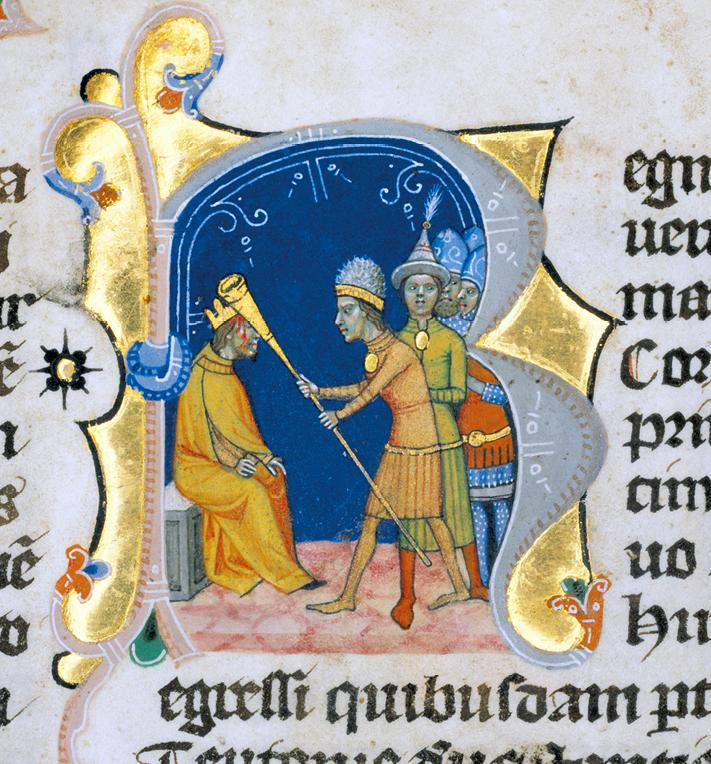
Леле убивает своего пленителя. Рисунок 1360 года

Леле (Лел, Лехел, варианты написания латиницей: Lehel, Lele, Lél, Lelu, Lélö; умер в 955) — венгерский полководец князя Такшоня, до 955 года — предполагаемый правитель Нитранского княжества (на территории современной юго-западной Словакии).
Согласно Шимону Кезскому, изначально Леле жил в районе Галгоца (современный Глоговец). Вопреки утверждениям некоторых историков он, судя по всему, не принадлежал к династии Арпадов. В 955 году во время битвы венгров с немецкими войсками на реке Лех он попал в плен и был казнён.

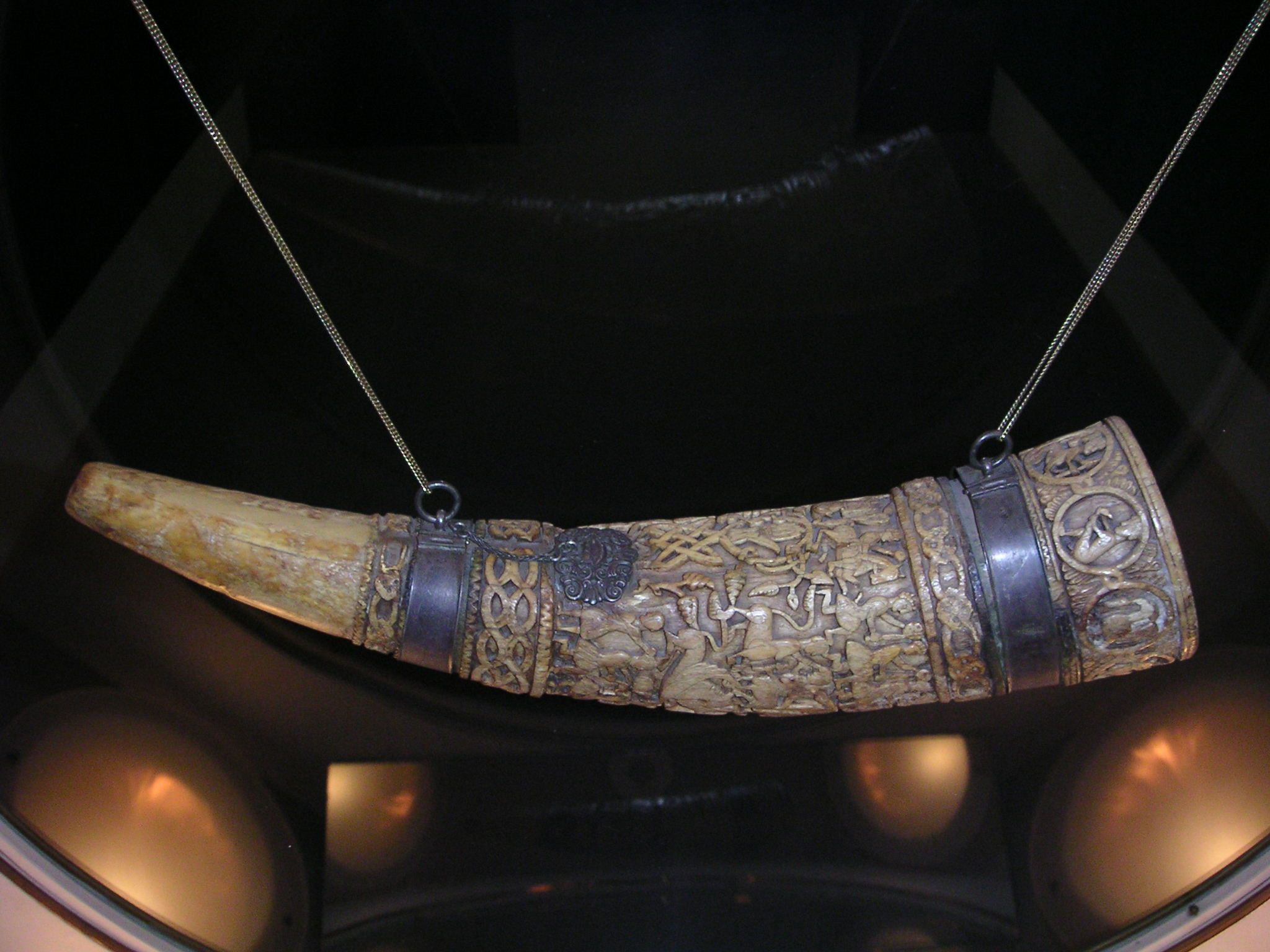
Горн Леле (музей города Ясберень, Венгрия)

Существует популярная легенда о том, что у Леле был знаменитый горн (ныне демонстрируется в музее венгерского города Ясберень). Легенда гласит, что перед казнью, которая должна была состояться перед лицом германского императора, Леле предложили в последний раз сыграть на этом горне. Завершив играть, он, якобы, из последних сил рванулся к императору и успел перед смертью горном разбить ему голову. Однако на самом деле император Оттон Великий умер лишь в 973 году, через 18 лет после казни Леле.